# 개량궁

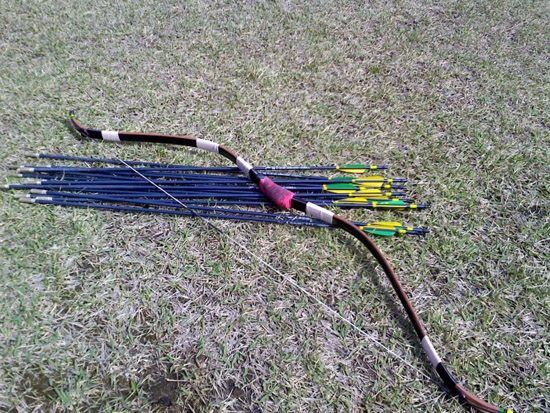
한국의 개량궁 업체 송무궁에서 만든 43파운드 개량궁

개량궁(改良弓, laminated bow)은 합성궁과 그 원리가 동일하나, 카본, FRP 따위의 합성섬유를 주 재료로 해서 만든 활이다.

## 발전
1970년대부터 개량궁의 연구가 본격적으로 시작되었다. 이 때의 개량궁은 FRP를 주로 사용했고, 외형 또한 전통 각궁과는 차이가 컸다. 그러나 연구를 거듭한 끝에 근래에는 카본을 이용해 주로 만들며, 각궁과 외형 차이가 거의 안 나게끔 발전했다. 또, 성능을 보완하기 위해 대나무 등 천연 재료를 섞기도 하는 등 여러 개량이 이루어졌다.

## 각궁과의 차이
일단 부린 활의 상태에서는 각궁이 동그랗게 말리는 것과 달리 개량궁은 뻐드러지며, 개량궁 중 가장 작은 단궁이 각궁의 길이와 비슷하므로 길이의 차이도 다소 있다. 또한 지속적인 관리가 필요없고 우천시에도 문제없는 튼튼한 내구성을 지녔다.